# 马恩河畔谢济
马恩河畔谢济（法語：Chézy-sur-Marne，法語發音：[ʃezi syʁ maʁn]）是法国上法蘭西大區埃纳省的一个市镇，位于该省南部，马恩河畔，属于蒂耶里堡区。

## 地理
马恩河畔谢济（48°59'16"N, 3°22'2"E）面积22.43 平方千米，位于法国上法蘭西大區埃纳省，该省份为法国北部内陆省份，北起北部省，西接索姆省和瓦兹省，东临阿登省和马恩省，西南至塞纳-马恩省，东北部与比利时接壤。
与马恩河畔谢济接壤的市镇（或旧市镇、城区）包括：马恩河畔阿济、拉沙佩勒叙谢济、埃西斯、马恩河畔埃索姆、内勒拉蒙塔涅、诺让泰勒、诺让拉托、马恩河畔罗姆尼。

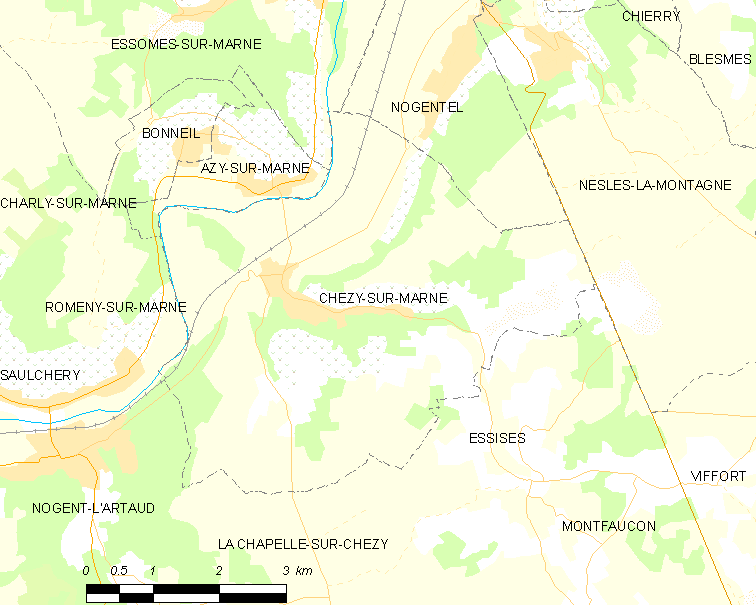
马恩河畔谢济的OSM定位图

马恩河畔谢济的时区为UTC+01:00、UTC+02:00（夏令时）。

## 行政
马恩河畔谢济的邮政编码为02570，INSEE市镇编码为02186。

## 政治
马恩河畔谢济所属的省级选区为马恩河畔埃索姆县。

## 人口

1962-2008年间马恩河畔谢济人口变化图示

马恩河畔谢济于2022年1月1日时的人口数量为1308人。